# 小行星3168
小行星3168（3168 Lomnicky Stit）是一颗围绕太阳公转的小行星。1980年12月1日，安東寧·姆爾科斯在克萊季发现了此天体。
該小行星以位於斯洛伐克的氣象和太陽觀測站洛姆尼基站（Lomnický Štít）命名。
这颗小行星的绝对星等为286.8466113449134等。